# Sahak Karapetyan
Sahak Karapetovich Karapetyan (em armênio/arménio:  Սահակ Կարապետյան, 16 de maio de 1906 - 6 de dezembro de 1987) foi um fisiologista e político arménio. Karapetyan serviu como Presidente do Conselho de Ministros da República Socialista Soviética Arménia de 1947 a 1952.